# Colocasia antiquorum
Colocasia antiquorum är en kallaväxtart som beskrevs av Heinrich Wilhelm Schott. Colocasia antiquorum ingår i släktet Colocasia och familjen kallaväxter. Inga underarter finns listade.

## Bildgalleri

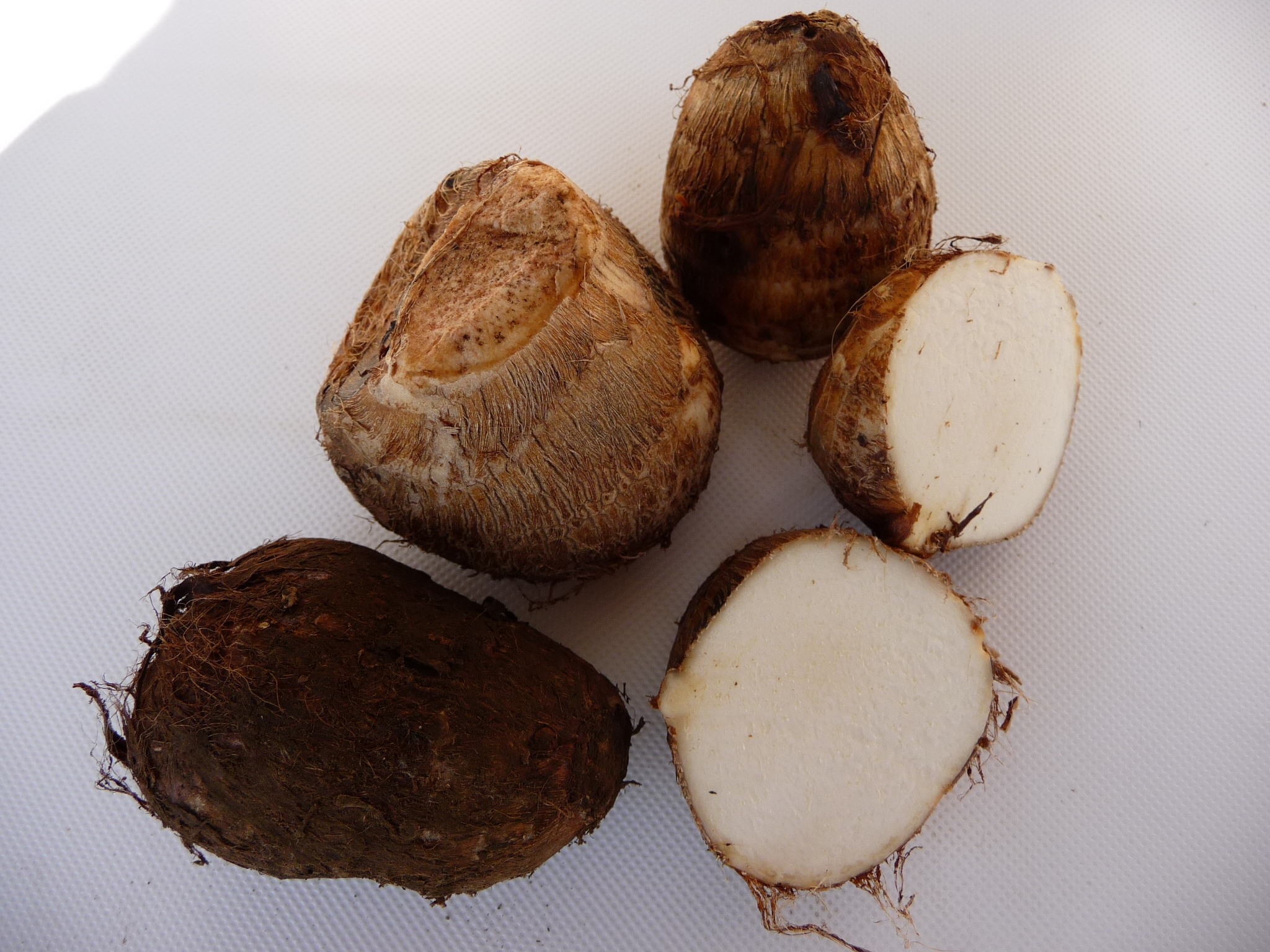
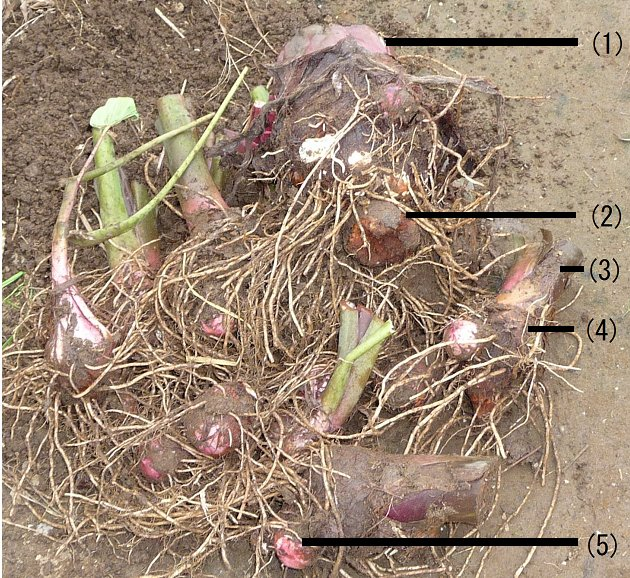